# 尾宿二
尾宿二(ε Sco / 天蝎座ε)是天蝎座的一颗恒星。它的英文名偶尔会被称作Wei，源于中国星宿“尾”，由Patrick Moore引入。